# Португалян, Мкртич
Мкртич (Мкртыч) Португалян (арм. Մկրտիչ Փորթուգալեան;  21 октября 1848, Константинополь — 1921, Марсель) — идеолог и деятель армянской национально-освободительной борьбы в Западной Армении. Один из основателей первой армянской национальной партии «Арменакан», поэт и публицист. Был сторонником насильственных методов партизанской войны.

## Биография
Мкртич Португалян родился в Константинополе, в семье банкира, и получил образование в османской столице. В 1869 году работал учителем в Евдокии (Токате). В дальнейшем, совершив продолжительное путешествие по Западной Анатолии и Балканским землям, вернулся в Константинополь, где в 1874—1875 годах редактировал национальную литературно-политическую газету «Дзайн Айастани» (Голос Армении). В ней были опубликованы его первые патриотические работы. Вскоре он принял участие в создании армянских обществ «Вараздатян» и «Араратян». Побывав на Кавказе, установил связь с Г. Арцруни. В 1875 году Португалян направился в Ван, где занимался педагогической и общественно-политической деятельностью. Здесь он нашёл благодатную почву для своей патриотической деятельности, вместе с М. Хримяном, Г. Срвандзтяном и другими распространял освободительные идеи в Васпуракане. В 1878 г. Португалян открыл в Ване собственную школу, которая - вследствие расколов в местной армянской общине - прекратила существование в том же году. В 1881 г. Португалян основал Центральное училище Вана «Айказян кедронакан варжаран», ставшее центром национально-освободительной борьбы западных армян. В Ване же им были основаны молодёжная организация «Союз прогресса», общество «Соратник» и Политический клуб. В 1885 году вместе с группой единомышленников (Ф. Терлемезян, М. Аветисян, Г. Аджемян, Р. Шатворян, Г. Акопян) создал в Ване «Союз армянских патриотов» (по имени газеты «Армения» члены его называли себя «арменаканами»). В основе программы арменаканов лежала идея освобождения и независимости Западной Армении. В том же 1885 году османские власти закрыли Центральное училище Вана. Турецкое правительство стало преследовать М. Португаляна, и вынудило его уехать за границу. Обосновавшись в 1885 г. в Марселе, он основал там типографию и начал издавать газету «Армения» (1885—1907, 1908—1923). Газета печатала материалы о тяжёлом положении армян, призывала к национальному освобождению, нередко разоблачала двойную игру дипломатии западных держав в Армянском вопросе.
После Младотурецкой революции 10 июля 1908 года, Португалян на время прекратил свою революционную пропаганду, и призывал вместе с младотурками преобразовать страну, отказался от идеи независимости Армении и выдвинул тезис о её автономии. В мае 1910 года, под влиянием антиармянских действий младотурок, Португалян разочаровался в них, подверг их политику разоблачительной критике и пришёл к заключению, что армяне не могут разрешить свой вопрос без помощи западных держав.
В годы Первой мировой войны призывал армян оказывать помощь Антанте организацией добровольческого движения и сбором пожертвований. И вплоть до 1917 года Португалян видел спасение западных армян в их переходе под покровительство России.
После смерти Португаляна в 1921 году, газету редактировал известный журналист и публицист Егише Торосян, зять Португаляна.